# Scenopinus obregoni
Scenopinus obregoni är en tvåvingeart som beskrevs av Kelsey 1974. Scenopinus obregoni ingår i släktet Scenopinus och familjen fönsterflugor. Inga underarter finns listade i Catalogue of Life.